# エンダービー海盆

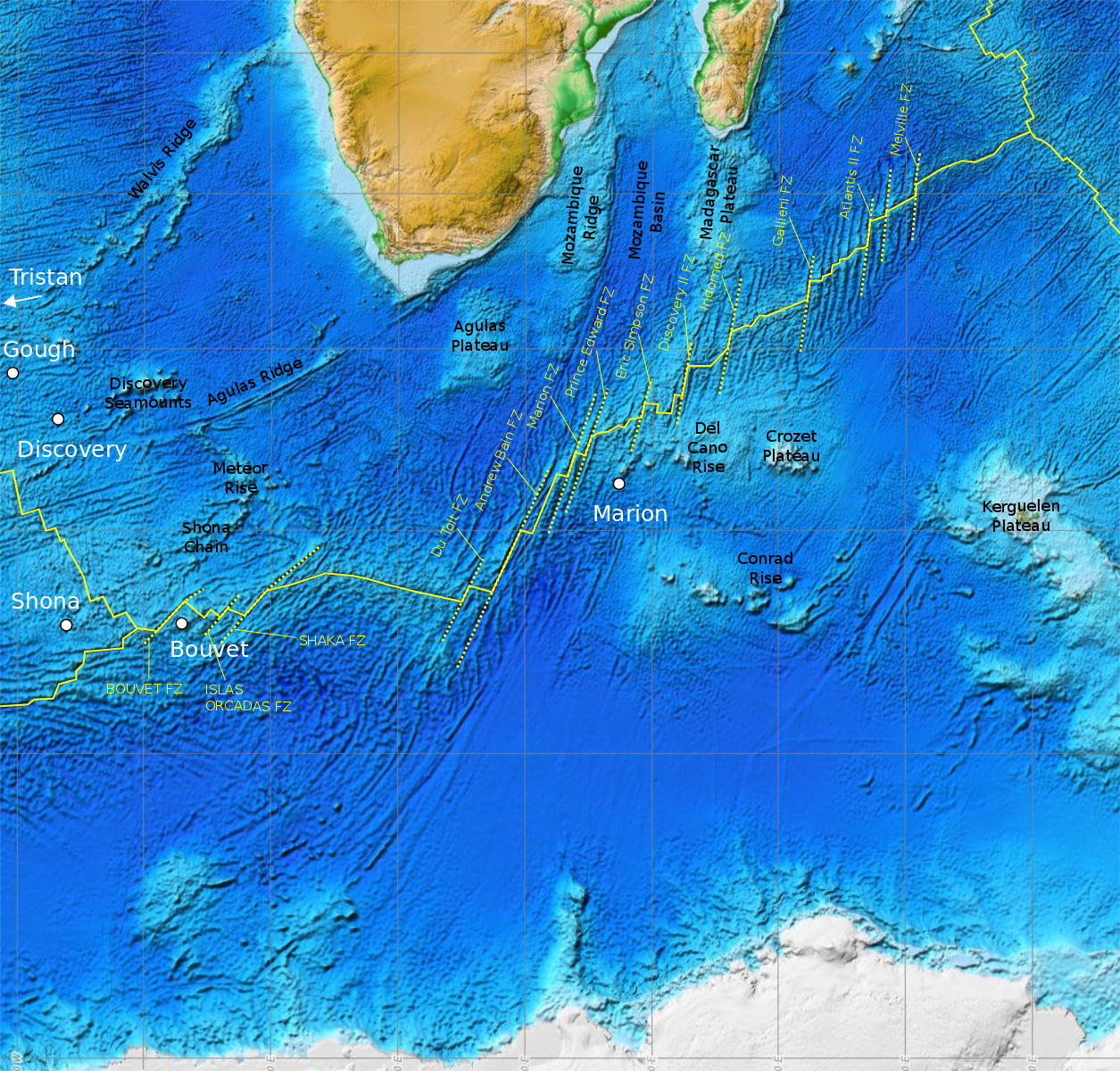
インド洋南部の海底地形図。エンダービー海盆は中央下の部分

エンダービー海盆（えんだーびーかいぼん、英: Enderby Plain）は、 東南極のエンダービーランドとドロンニング・モード・ランドの沖合にある広大な海盆。エンダービー深海平原(Enderby Abyssal Plain)、イースト深海平原(East Abyssal Plain)とも呼ばれる。1988年、アメリカ地名委員会にて命名された。 
名称は、19世紀のイギリスの捕鯨会社・エンダービー社 (Samuel Enderby & Sons) に由来する。 同社は、19世紀半ばに南極大陸へのいくつかの遠征を後援していた。 